# Tom Erik Nordberg
Tom Erik Heir Nordberg (Levanger, 10 luglio 1985) è un calciatore norvegese, difensore dell'Helgådal.

## Carriera

### Club
Nordberg iniziò la carriera con la maglia del Vuku. Gli studi di fisioterapia lo portarono a trasferirsi nei Paesi Bassi e, in questo periodo, giocò per lo Sparta Enschede.
Tornò poi in patria, per militare in prestito nelle file del Levanger. Il trasferimento diventò poi a titolo definitivo. Nel 2010, fu ingaggiato dal Ranheim, club militante in Adeccoligaen. Debuttò in questa divisione il 5 aprile, schierato titolare nella sconfitta per 2-1 in casa del Sogndal.
Il 6 agosto dello stesso anno, fu acquistato dal Rosenborg, ma il calciatore sarebbe rimasto in prestito al Ranheim per il resto della stagione. Il 24 ottobre segnò il primo gol per il Ranheim, nel pareggio per 2-2 contro il Fredrikstad.
Rientrato dal prestito, il Rosenborg lo cedette con la medesima formula allo Haugesund. Esordì nella Tippeligaen in data 20 marzo 2011, schierato titolare nella sconfitta per 2-0 in casa del Tromsø. L'8 maggio dello stesso anno arrivò la prima rete, nella sconfitta per 4-3 contro lo Stabæk.
Il 1º agosto 2011, tornò al Rosenborg. Il 15 agosto fu reso noto il suo trasferimento al Bodø/Glimt, in cambio di Per Verner Rønning.
L'8 luglio 2013, il Bodø/Glimt annunciò il trasferimento del giocatore al Levanger, a partire dal 1º agosto successivo.